# Vilas Boas e Vilarinho das Azenhas
Vilas Boas e Vilarinho das Azenhas (oficialmente: União das Freguesias de Vilas Boas e Vilarinho das Azenhas) é uma freguesia portuguesa do município de Vila Flor, com 42,96 km² de área e 525 habitantes (censo de 2021). A sua densidade populacional é 12,2 hab./km².

## História
Foi criada aquando da reorganização administrativa de 2012/2013, resultando da agregação das antigas freguesias de Vilas Boas e Vilarinho das Azenhas.

## Demografia
A população registada nos censos foi:
| Distribuição da População por Grupos Etários | Distribuição da População por Grupos Etários | Distribuição da População por Grupos Etários | Distribuição da População por Grupos Etários | Distribuição da População por Grupos Etários | Distribuição da População por Grupos Etários |
| -------------------------------------------- | -------------------------------------------- | -------------------------------------------- | -------------------------------------------- | -------------------------------------------- | -------------------------------------------- |
| Antes da agregação                           |                                              |                                              |                                              |                                              |                                              |
| Ano                                          | 0-14 anos                                    | 15-24 anos                                   | 25-64 anos                                   | >= 65 anos                                   | Total                                        |
| 2001                                         | 118                                          | 120                                          | 413                                          | 204                                          | 855                                          |
| 2011                                         | 53                                           | 61                                           | 318                                          | 227                                          | 659                                          |
| Após a agregação                             |                                              |                                              |                                              |                                              |                                              |
| Ano                                          | 0-14 anos                                    | 15-24 anos                                   | 25-64 anos                                   | >= 65 anos                                   | Total                                        |
| 2021                                         | 27                                           | 46                                           | 237                                          | 215                                          | 525                                          |